# Václav Kořínek (1950)
Václav Kořínek (* 6. března 1950) je bývalý český fotbalista, obránce a záložník. Po skončení aktivní kariéry působil jako fotbalový funkcionář a trenér, v sezóně 1982/83 byl asistentem Františka Plasse u týmu Plzně.

## Fotbalová kariéra
V československé lize hrál za Škodu Plzeň. Nastoupil v 51 ligových utkáních. V Poháru vítězů pohárů nastoupil v roce 1971 v utkání proti FC Bayern Mnichov.

## Ligová bilance
| Ročník                                   | Zápasy | Góly | Klub        |
| ---------------------------------------- | ------ | ---- | ----------- |
| 1. československá fotbalová liga 1972/73 | 23     | 0    | Škoda Plzeň |
| 1. československá fotbalová liga 1973/74 | 24     | 0    | Škoda Plzeň |
| 1. československá fotbalová liga 1974/75 | 4      | 0    | Škoda Plzeň |
| Celkem                                   | 51     | 0    |             |